# Lawrence Biedenharn
Lawrence Christian Biedenharn (Vicksburg, Mississippi, 18 de novembro de 1922 – Austin, Texas, 12 de fevereiro de 1996) foi um físico nuclear e físico matemático estadunidense.
Biedenharn estudou no Instituto de Tecnologia de Massachusetts (MIT), estudo interrompido por serviço militar de 1942 a 1946 como tenente no Signal Corps na Guerra do Pacífico, onde ficou estacionado em 1946 durante um ano em Tóquio. Após obter no MIT seu bacharelado in absentia, depois da guerra retornou ao MIT, onde obteve em 1950 um doutorado, orientado por Victor Weisskopf, tendo também trabalhado com o físico nuclear John Blatt. Esteve depois no Laboratório Nacional Oak Ridge, foi professor assistente da Universidade Yale e professor associado da Universidade Rice. A partir de 1961 foi professor da Universidade Duke, onde tornou-se em 1987 James B. Duke Professor e aposentou-se em 1992.
De 1985 a 1993 foi editor do Journal of Mathematical Physics.
Foi casado com a jurista Sarah Willingham desde 1950, tendo o casal dois filhos.

## Obras
- com Blatt Angular distribution of scattering and reaction cross sections, Rev. Mod. Phys., Volume 24, 1952, p. 258-272
- com Blatt, M. E. Rose Some properties of Racah and associated coefficients, Rev. Mod. Phys., Volume 24, 1952, p. 249-257
- com Rose Theory of angular correlation of nuclear radiation, Rev. Mod. Phys., Volume 25, 1953, p. 729
- com Pierre Brussaard Coulomb Excitations, Oxford University Press 1965
- com J. D. Louck Angular Momentum in Quantum Physics, Addison-Wesley 1981
- com J. D. Louck Racah-Wigner Algebra in Quantum Theory, Addison-Wesley 1981
- com Max Lohe Quantum Group Symmetry and q-Tensor algebras, World Scientific 1995
- com H. van Dam Selected papers on the quantum theory of angular momentum, Academic Press 1965